# Скиллинг
Скиллинг (дат. Skilling, норв. Skilling, швед. Skilling) — название шиллинга в скандинавских странах, а также историческая денежная единица Дании, Норвегии и Швеции.

## Возникновение скиллинга как денежной единицы
Впервые скиллинги отчеканили в Дании в 1442 году, как подражание любекским шиллингам. Любек на тот момент входил в состав Вендского монетного союза, включавшего ряд ганзейских городов на севере Германии. Его денежные единицы получили широкое распространение и являлись образцом для подражания других городов и стран. Так, первый шиллинг Вендского союза в качестве реальной монеты выпустили в 1432 году. Один скиллинг был равным 12 пеннингам. Изначально датская денежная система повторяла любекскую, согласно которой 16 скиллингов составляли одну марку. На момент выпуска первых скиллингов марка являлась счётной единицей. По мере порчи монеты датские марки и скиллинги перестали соответствовать любекским. В 1588 году содержание в них серебра составляло ½ от своих первоначальных аналогов.
На момент выпуска первых скиллингов действовала Кальмарская уния, которая предполагала объединение Дании, Норвегии и Швеции под верховной властью датских королей. В 1523 году под руководством Густава I Ваза Швеция обрела независимость и сформировала собственную систему денежного обращения. Скиллинг остался денежной единицей Дании и Норвегии.

## Датские скиллинги
В Дании по мере порчи монеты, скиллинг из крупной монеты стал разменной денежной единицей. В 1625 году сложилась следующая система денежных единиц: 1 далер — 6 марок — 96 скиллингов. Одновременно с далером в стране циркулировали серебряные кроны, равные 4 маркам. Указанные соотношения просуществовали до 1813 года.
Формирование фиксированного обменного курса между различными денежными единицами не могло остановить порчи монеты. Очередное существенное снижение содержания серебра в скиллингах произошло во время Северной войны 1700—1721 годов. Основными денежными единицами в этот период стали т. н. «ригсорты» — монеты номиналом в 24, 8 и 4 скиллинга, отчеканенные по стопе 111⁄3 ригсдалера (1088 скиллингов) из одной кёльнской марки (233,855 г) чистого серебра. Это было существенно ниже, чем в приближённых к весовым характеристикам к рейхсталеру ригсдалерам, выпускавшихся по стопе в 9¼ монеты из кёльнской марки благородного металла.
5 января 1813 года было объявлено о создании новой денежной единицы — ригсбанкдалера. Ригсбанкдалер содержал ровно в два раза меньшее количество серебра по сравнению с спесиесригсдалером. Были сохранены прежние привычные пропорции с разменными денежными единицами: ригсбанкдалер — 6 марок по 16 ригсбанкскиллингов. В 1854 году проведена реформа, предполагавшая переименование ригсбанкдалеров в ригсдалеры ригсмёнт (дат. rigsdaler rigsmønt). Одновременно в государстве отходили от термина «спесиесригсдалер». В остальном денежное обращение в целом оставалось прежним: 1 ригсдалер ригсмёнт — 96 скиллингов ригсмёнт, 10 ригсдалеров ригсмёнт — 1 фредерик- или кристиандор.
27 мая 1873 года между Данией и Швецией был подписан Скандинавский монетный союз, который предполагал отказ от серебряного стандарта и унификацию денежных единиц обеих стран на основе кроны стоимостью в 0,4032 г чистого золота. Размен старых денег на новые проводился по курсу «1 ригсдалер ригсмёнт — 2 кроны» до 1 января 1875 года. Последние монеты с обозначением номинала в скиллингах отчеканили в 1874 году.

### Колониальные датские скиллинги
Гренландия с 1262 года официально принадлежала Норвегии. После подписания Кальмарской унии в 1397 году остров стал частью владений датского короля. После расторжения датско-норвежской унии в 1814 году Гренландия отошла к Датскому королевству в качестве колонии. Непосредственным управлением самым большим в мире островом с 1774 года ведало Королевское гренландское торговое общество (дат. Den Kongelige Grønlandske Handel).
Несмотря на свои размеры остров практически безлюден. Так, по данным на 1888 год, в подконтрольных Дании гренландских поселениях проживало всего около 10 тысяч человек. Для обеспечения денежного обращения торговое общество периодически с 1803 года выпускало банкноты, номинированные по аналогии с метрополией в ригсдалерах и скиллингах. Надписи на ценных бумагах государственной торговой компании повторяли датские. В 1803 году выпустили банкноты номиналом в 12 и 24 скиллинга, 1804 — 6 и 12, 1819, 1837, 1841, 1844, 1848 и 1856 годах — 6, 12 и 24. Выпуск 1856 года номинирован в скиллингах ригсмёнт.
Кроме банкнот выпускались токены английской компании Antony Gibbs & Sons номиналом в 1, 6 и 24, и датской Эресунн (дат. Øresund) в 1, 4, 16 и 48 скиллингов. По своей сути они являлись частными деньгами на предъявителя, обозначавшими, что компания-эмитент должна их обладателю соответствующую сумму.
Датская Вест-Индия представляла собой колонию состоявшую из трёх островов в Карибском море — Санта-Крус, Сент-Джон и Сент-Томас. Во второй половине XVII столетия управление над островами получила Датская Вест-Индская компания, затем в 1755 году они перешли в собственность Дании. Для организации денежного обращения на их территории ввели местную денежную единицу, которая по аналогии с валютой метрополии получила название ригсдалера. В 1740 году отчеканили монеты номиналом в 1, 2, 12 скиллингов, а в 1748 году — 12 скиллингов.
После перехода островов под прямое подчинение Дании в 1757—1767 годах нв монетных дворах Копенгагена, Альтоны и Конгсберга для заморских территорий выпустили 6, 12 и 24 скиллинга. В XIX столетии в разные годы чеканили 2, 10 и 20 скиллингов. Все монеты содержали указание «Dansk Amerik(ansk) M(ynt)» (Датская американская чеканка). Первую банкноту номиналом в 6¼ ригсдалера напечатали в 1784 году.
По аналогии с датским вест-индский ригсдалер соответствовал 96 скиллингам. В 1849 году в Датской Вест-Индии провели монетную реформу, предполагавшую децимализацию основной денежной единицы. Новый вест-индский далер стал равным 100 центам.

## Шведские скиллинги
В 1776 году проведена реформа, предполагавшая унификацию денежного обращения. Основной денежной единицей становился риксдалер, равный 48 скиллингам по 12 рундштюков каждый. Старые денежные единицы подлежали обмену в 1777 году. Последовавшие вскоре события привели к новому дисбалансу в системе денежного обращения. Для покрытия военных нужд во время войны с Россией 1788—1790 годов был создан Шведский национальный кредитный союз (швед. Riksgäldskontoret). Он начал массово выпускать ценные бумаги, номинированные в риксдалерах, получившие название «риксдалеров риксгельд» (швед. riksdaler riksgäld). Новые бумажные деньги влились в оборот, однако их реальная стоимость сильно отличалась от номинальной. Одновременно с риксдалерами риксгельд циркулировали банкноты центрального банка, также номинированные в риксдалерах. В отличие от ценных бумаг кредитного союза их продолжали обменивать на серебряные монеты по номиналу.
В 1808—1809 годах Густав IV Адольф, для покрытия военных нужд во время очередной войны с Россией, был вынужден прибегнуть к массовой эмиссии риксдалеров центральным банком. В результате и их курс снизился относительно серебряной монеты. Банкноты центрального банка получили обозначение «риксдалеров банко». Последовавшее низложение короля, череда войн привели к банкротству государства. Меры, предпринятые для нормализации денежного обращения, позволили выпустить в 1830 году новую серию монет, а в сентябре 1834 года центральный банк Швеции начал обмен несколько обесцененных банкнот на серебряные монеты. В стране сложилась практика одновременного обращения сразу трёх денежных единиц, номинированных в риксдалерах. Монеты, номинированные в риксдалерах, имели вес 34 г серебра 750 пробы. В сентябре 1834 года Был установлен курс в 22⁄3 риксдалера банко за 1 риксдалер спесие. Курс риксдалеров риксгельд составлял 2⁄3 от банкнот центрального банка. Между ними сложилось следующее соотношение: 1 риксдалер спесие = 22⁄3 риксдалеров банко = 4 риксдалеров риксгельд.
На банкнотах 1835—1855 годов указывали два обозначения — в риксдалерах банко и риксдалерах специе. Среди них присутствуют даже такие нестандартные номиналы, как 62⁄3 риксдалеров банко (2,5 риксдалера специе) и 162⁄3 риксдалеров банко (61⁄4 риксдалера специе). Ещё одной особенностью стало появление двух типов разменных денежных единиц — скиллингов. Соотношение 1 риксдалер — 48 скиллингов сохранялось, как для риксдалера банко, так и риксдалеров специе. Исходя из вышеуказанного курса риксдалер спесие содержал 128 скиллингов банко. С 1835 года чеканили исключительно «скиллинги банко», до 1835 — «скиллинги» без указания «спесие».
В 1855 году в стране была проведена реформа, предполагавшая введение десятичной денежной системы. Разменной единицей становилось эре. Скиллинг прекращал своё существование.

## Норвежские скиллинги
В течение длительного времени в Норвегии вообще не чеканили монеты. В 1628 году монетный двор открыли в Христиании, а в 1686 году он переехал в Конгсберг. С 1628 года, в связи с открытием монетного двора, в Норвегии начинают чеканить далеры на регулярной основе. В 1625 году в Дании сложились следующие соотношения между денежными единицами: 1 далер — 6 марок — 96 скиллингов. Одновременно с далером в стране циркулировали серебряные кроны, равные 4 маркам. Именно эта система была инкорпорирована и в Норвегии. Норвежские далеры XVII столетия содержали ~ 25,18 г чистого серебра, что соответствовало датским.
Проблемы, с которыми столкнулась Дания в период Наполеоновских войн начала XIX столетия, привели её к банкротству в 1813 году. По Кильскому договору 1814 года Норвегия переходила под власть шведского короля. В 1814 году согласно Кильскому договору Дания уступала Норвегию Швеции. В самой Норвегии решили оказать сопротивление, приняли конституцию и объявили о независимости. Последовавшая за этим непродолжительная шведско-норвежская война привела к подписанию унии. Согласно договору Норвегия являлась свободным и самостоятельным королевством, имеющим общего со Швецией короля. Во всех внутренних делах она получала практически полную самостоятельность. Лишь на этих условиях члены стортинга (парламента) принесли присягу на верность королю Швеции Карлу XIII, подчеркнув, что делают это не из-за кильских договорённостей между Данией и Швецией, а согласно норвежской конституции.
В 1816 году стортинг изменил ранее используемое соотношение денежных единиц. Один спесиесдалер становился равным 120 скиллингам или 5 ригсортам по 24 скиллинга каждый. Таким образом была предпринята попытка унифицировать систему взаимоотношений денежных единиц со Швецией. Последовавшие изменения в денежном обращении Швеции не отразились на взаимоотношениях норвежских монет и банкнот. Так, в Швеции, в 1855 году проведена реформа, предполагавшая введение десятичной денежной системы, в то время как в Норвегии продолжали выпускать серебряные далеры и скиллинги.